# Mała encyklopedia przyrodnicza
Mała encyklopedia przyrodnicza – jednotomowa, polska encyklopedia poświęcona naukom przyrodniczym oraz ścisłym, która została wydana w latach 1957-1962 w Warszawie przez Państwowe Wydawnictwo Naukowe  .

## Opis
Encyklopedia ma charakter pracy zbiorowej. Redaktorem naczelnym był Kazimierz Maślankiewicz, a zredagowali ją redaktorzy - Tadeusz Czechnowski, Walentyna Kosińska, Roman Malesiński, Zofia Plucińska, Alfred Windholz, Zenobia Załugowa. Pierwsze wydanie opublikowane zostało w Warszawie w 1957 roku. Kolejna, poprawiona edycja ukazała się w 1962 .
Encyklopedia ukazała się w serii Biblioteka problemów jako ósmy tom. Zgodnie z tytułem ma mały format 20x13cm. Wydano ją w jednym tomie liczącym 945 stron. Jest ilustrowana, zawiera czarno białe zdjęcia, rysunki oraz schematy. Pierwsze wydanie z 1957 roku rozeszło się w ciągu trzech lat w nakładzie 100 tys. egzemplarzy .
Encyklopedia ma układ tematyczny. Treść obejmuje zakres wiedzy objęty terminem przyrodoznawstwo. Podzielono ją na działy: Matematyka, Mierzenie i miary, Energia, Materia, Wszechświat, Ziemia, Życie, Roślina, Zwierzę oraz Człowiek .